# The Birthday Party (gruppo musicale)
I The Birthday Party sono stati un gruppo musicale australiano, attivo dal 1977 al 1983.

## Storia della band
Un primo nucleo della band si formò nei primi anni settanta, su iniziativa del cantante Nick Cave, del chitarrista Mick Harvey e del batterista Phill Calvert, compagni di scuola presso la "Caulfield Grammar School" di Melbourne.
Finita la scuola, nel 1975, ai tre si aggiunse il bassista Tracy Pew. In seguito, presero il nome "Boys Next Door", e intensificarono l'attività dal vivo, proponendo, perlopiù, reinterpretazioni di brani punk rock e proto-punk oltre a qualche brano loro, come Sex Crimes e Masturbation Generation.
Nel 1978, alla band si aggiunse il chitarrista Rowland S. Howard, e il loro stile si aprì all'influenza del Rockabilly, del Free jazz e del Delta blues.
Nel 1979, sempre col nome "Boys Next Door", pubblicarono il primo LP, Door, Door, e si trasferirono a Londra, nel Regno Unito.
Dopo aver definitivamente cambiato nome in "The Birthday Party", pubblicarono l'omonimo album, The Birthday Party (nelle cui primissime edizioni sono ancora accreditati come "Boys Next Door"). Divennero noti per il loro sound violento e martellante, e per l'esuberanza violenta e trasgressiva sul palco e il canto brutale di Cave. A Londra, ebbero, inoltre, l'occasione di esibirsi per lo show radiofonico di John Peel, la cui registrazione uscì su due EP nel 1987 e nel 1988.
A The Birthday Party, seguirono Prayers on Fire nel 1981, e Junkyard nel 1982.
Sempre nel 1982, Calvert venne licenziato, quindi Harvey lo sostituì alla batteria. In quel periodo, la band si trasferì a Berlino Ovest, dove ebbe occasione di collaborare con la cantante punk rock Lydia Lunch all'EP Drunk on the Pope's Blood/The Agony Is the Ecstasy, e col cantante degli Einstürzende Neubauten, Blixa Bargeld.
Dopo la pubblicazione, nel 1983, dei due EP The Bad Seed
e Mutiny, la band si sciolse, probabilmente per dissidi interni inaspriti dal comune abuso di droga.
In seguito allo scioglimento della band, Nick Cave cominciò una prolifica carriera come cantautore, fondando, insieme a Mick Harvey, i Nick Cave and the Bad Seeds. Harvey e Rowland S. Howard furono, inoltre, membri della band Crime and the City Solution.
Tracy Pew morì il 7 novembre del 1986, per le lesioni cerebrali riportate in seguito a una crisi epilettica.
Rowland S. Howard morì di cancro il 30 dicembre del 2009.

## Formazione
- Nick Cave - voce (1976 - 1983)
- Mick Harvey - chitarra, batteria, tastiere (1976 - 1983)
- Rowland S. Howard - chitarra (1978 - 1983)
- Tracy Pew - basso (1976 - 1983)
- Phill Calvert - batteria (1976 - 1982)

## Discografia

### Album in studio
- 1979 - Door Door come Boys Next Door (Mushroom Records)
- 1980 - The Birthday Party come Boys Next Door (Missing Link Records)
- 1981 - Prayers on Fire (4AD Records)
- 1982 - Junkyard (4AD Records)

### Album dal vivo
- 1985 - It's Still Living (Missing Link Records)
- 1999 - Live, 1981-1982 (4AD Records)

### EP
- 1979 - Hee Haw come Boys Next Door (Missing Link Records)
- 1982 - Drunk on the Pope's Blood/The Agony Is the Ecstasy con Lydia Lunch (4AD Records)
- 1983 - The Bad Seed (4AD Records)
- 1983 - Mutiny (Missing Link Records)
- 1987 - The Peel Sessions: The Birthday Party (Strange Fruit Records)
- 1988 - The Peel Sessions: The Birthday Party II (Strange Fruit Records)

### Singoli
- 1978 - These Boots Are Made For Walking/Boy Hero come Boys Next Door (Suicide Records)
- 1979 - Scatterbrain come Boys Next Door (Crystal Ballroom Records)
- 1979 - Shivers/Dive Position come Boys Next Door (Mushroom Records)
- 1980 - Happy Birthday/Riddle House come Boys Next Door (Missing Link Records)
- 1980 - The Friend Catcher (4AD Records)
- 1980 - Mr. Clarinet (Missing Link Records)
- 1981 - Nick the Stripper (Missing Link Records)
- 1981 - Release the Bats (4AD Records)

### Raccolte
- 1985 - Best and Rarest (Missing Link Records)
- 1987 - A Collection (Missing Link Records)
- 1988 - Hee-Haw (4AD Records)
- 1989 - Mutiny/The Bad Seed (4AD Records)
- 1992 - Hits (4AD Records)
- 1994 - Definitive Missing Link Recordings, 1979-1982 (Missing Link Records)